# Killer per caso
Killer per caso (The Good Bad Guy) è un film del 1997 diretto, co-scritto, co-prodotto e interpretato da Ezio Greggio.

## Trama
Joe Fortunato è un ladruncolo italiano che fugge a New York per sfuggire alla malavita. Durante la fuga ruba senza volere l'auto di un sicario e si crea uno scambio di identità che lo porta a ricevere un'offerta milionaria per un omicidio. Nel tentativo di realizzarlo, però, diventa inconsapevolmente un eroe e trova anche l'amore.

## Produzione
Il film è stato realizzato fra Los Angeles, New York e Santa Ana.

### Riprese
Le riprese del film si svolsero dal 7 agosto 1996 al 15 settembre 1996.

## Distribuzione
Il film è uscito nelle sale italiane il 26 gennaio 1997.

### Edizione home media
Il film uscì in VHS e successivamente in DVD il 23 marzo 2021, edito da Mustang Entertainment.